# تشارلز ك. ريتش
تشارلز ك. ريتش (بالإنجليزية: Charles C. Rich)‏ هو سياسي أمريكي، ولد في 21 أغسطس 1809، وتوفي في 17 نوفمبر 1883.